# Hipparchia caroli
Hipparchia caroli är en fjärilsart som beskrevs av Rothschild 1933. Hipparchia caroli ingår i släktet Hipparchia och familjen praktfjärilar. Inga underarter finns listade i Catalogue of Life.